# Hudjefa
Hudjefa är ett ord som skrevs med hieroglyfer i det gamla Egypten. Det användes bland annat i de olika kungalistorna (där skrivet i en kartusch) med namnen på faraonerna när namnet antingen var oläsligt, skadat, eller medvetet utelämnat av religiösa eller andra skäl. Hudjefa har översatts till saknas, fattas, utplånat eller förstörd. 
Under 1800-talet trodde man att Hudjefa var ett namn på en farao men allt eftersom forskningen inom egyptologi framskred insågs ordets verkliga betydelse..